# Top Consoles
Top Consoles est un magazine de jeu vidéo né en avril 1995 de la fusion des magazines Banzzaï (consoles Nintendo) et de Supersonic (consoles Sega).

## Historique
Le magazine, qui s'adresse à un public préadolescent, est né en avril 1995 de la fusion des magazines Banzzaï (consoles Nintendo) et de Supersonic (consoles Sega).